# 人工少女 〜変身セックスアンドロイド〜
『人工少女 〜変身セックスアンドロイド〜』（じんこうしょうじょ へんしんセックスアンドロイド）は、2009年に発売されたアダルトアニメ（OVA）。前編・後編の全2巻。2015年1月16日には、前編と後編を再編集して1巻にまとめ、モザイク処理をより細かくしたザ・ベスト版も発売された。
変幻自在のアンドロイドを手に入れたオタクの主人公が、自分の願望のままにセックスを楽しむさまを描いたアニメ作品。オタクが主人公ということもあり、劇中に秋葉原が登場したり、著名なアニメ作品のパロディが作中で随所に見られる。
なお、ILLUSIONのアダルトゲーム『人工少女』とは無関係である。

## ストーリー
コンビニエンスストア「Vanilla」で働くオタクの少年・拓也は秋葉原で人気のカリスマコスプレアイドル・スズシロナズナのファン。ナズナのサイン握手会からの帰宅途中、拓也は自分の働いているコンビニ店員のスズナとぶつかってしまう。その際にケースに入ったナズナのDVDを落とし、拓也はそれを拾った老人から返してもらうが老人がDVDを入れ替えていることに気づかなかった。家に帰ってナズナのDVDを見ようと拓也がケースを開けると、中に入っていたのはナズナのDVDではなく胎児のような生物と1枚の説明書であった。説明書によればDVDケースに入っていたそれはセクサノイド・セリであり、どんな姿にも変身して使用者に奉仕するのだという。そして胎児のようなそれはたちまち女の子の姿に成長し、拓也を「ご主人様」と言い、説明書にあるとおり様々な姿に変身して彼の望むままに応じていく。
こうしてセクサノイドのセリを手に入れた拓也は、変身能力を利用したセリとのセックスに興じていく。だが、セリの使用期限は1週間だった。

## 登場人物
拓也（たくや）
声 - 井上淳
主人公。コンビニエンスストア「Vanilla」の店員。さえないオタク少年。妄想癖がある。ふとしたことで手に入れたセクサノイド・セリを利用して様々なシチュエーションプレイを体験していく。
主任のセリフで「ひらお君」と言われていることから苗字は「ひらお」とわかるが、漢字表記が劇中で確認できないため表記に関しては不明である。
セリ
声 - 塙ふみ
変幻自在の女性型アンドロイドで、本人はセクサノイドと自称している。細胞配列を変化させることでどんな姿にでも変身でき、拓也はこれを利用して様々なアニメヒロインに変身させたり、勤務先の店員やアイドルのナズナの姿に変身させて自分の妄想プレイを楽しむことに。服装の変更も自由自在。その変身能力は本人曰く「アメーバから火星人まで」という高い自由度を持ち、人形サイズに体を小さくすることや逆に巨人なみの大きさにすることもできる。さらには男性器と女性器を併せ持つふたなり（両性具有）になることも可能。
『うる星やつら』のラムを皮切りに、『タッチ』の浅倉南、『ルパン三世』の峰不二子、『銀河鉄道999』のメーテル、『科学忍者隊ガッチャマン』の白鳥のジュン、『キューティハニー』の如月ハニー、『レインボー戦隊ロビン』のリリなど様々なアニメヒロインに変身している。
スズナ/スズシロナズナ
声 - 一宮久恵
拓也の働いているコンビニ「Vanilla」の店員。メガネっ娘。その正体は拓也が夢中になっているカリスマコスプレアイドルのスズシロナズナ。
一緒に仕事をしている拓也のことを「変態」とののしるなど、拓也をよく思っていない。だが、サイン握手会でナズナとして拓也の前に現れた際に見せた胸のホクロがきっかけで正体が拓也にばれてしまう。
後編では自分のことを付け回しているストーカーにより、正体がばれそうになるが拓也とセリによって窮地を免れる。助けてくれたセリにお礼をしたいと言ったことで、セリとのレズプレイをするだけでなく拓也を交えた3Pまで行う羽目に。
主任
声 - 末広日菜子
「Vanilla」の女主任。巨乳。その言動などから、経営能力を拓也とスズナから疑問視されている。
後編での描写から既婚者でまだ小さな子供がいることが明らかとなっている。拓也は彼女の姿にセリを変身させ、セックスに及んでいる。
謎の老人
声 - ?（クレジット表記なし）
前編の冒頭で登場する、正体不明の老人。丸いサングラスをかけ、黒いスーツとソフト帽をかぶっている。夜、ナズナの握手会から帰ってきた拓也とスズナが道端でぶつかった際、通行人を装って拓也の落としたDVDのケースと自分の持っているセリの入ったDVDのケースを入れ替えた。
後編ラストでも登場し、拓也の持っていたナズナのDVDを鑑賞している。どういう意図で拓也にセクサノイドのセリを渡したのかは明かされず、またどういう人物だったのかも最後まで謎のままであった。
ストーカー
声 - ?（クレジット表記なし）
スズナの正体をアイドルのスズシロナズナと疑い、彼女に付きまとうストーカー。ブログでスズナの情報を書いたことで彼女の正体をばらそうとするが、拓也とナズナの姿に変身したセリの活躍で逆にやり込められる。
コトミ
声 - 茂木聡子
前編で登場。幼少期の拓也の憧れの人。拓也はセリにコトミの姿へと変身させ、彼女とのセックスを疑似体験する。事後に本物のコトミに「結婚して幸せに暮らしてるかなあ」と想いを馳せたあとに本人が登場するシーンがあるが、風呂上りの格好でゲームに興じている様子を見た母から結婚しないまま家にいることをとがめられている。

## スタッフ
- 監督・演出・絵コンテ・キャラクターデザイン・作画監督 - 三村惣月
- シリーズ構成 - 小林秀朗
- 脚本 - 三村惣月（前編）、小林秀朗（後編）
- 美術監督 - せいほう堂
- 色彩設計・色指定 - 黒猫
- 撮影監督 - 田神悠宇
- 音響監督 - 吉田知弘
- 音楽 - Yoshi 他
- プロデューサー - 枇把島ひゆう、二木力
- アニメーションプロデューサー - 康芳朗
- アニメーション制作 - Y.O.U.C
- 製作 - デジタルワークス

## 他作品での登場
本作に登場する謎の老人は、本作と同レーベルのバニラで販売されているアダルトアニメ『透明人間』『透明人間R』では、主人公に透明になる薬を渡すキャラクターとして登場し、拓也とスズナも『R』でモブキャラクターとして登場している。また、『R』では主人公の勤めているコンビニエンスストアが本作と同じく「Vanilla」である。